# Lipsothrix mirifica
Lipsothrix mirifica is een tweevleugelige uit de familie steltmuggen (Limoniidae). De soort komt voor in het Oriëntaals gebied.